# متین عزیزپور
متین عزیزپور (زادهٔ ۱۸ مهر ۱۳۷۲ در تهران) یک بازیگر ایرانی است. او بیشتر به دلیل بازی‌هایش در سنین کودکی و نوجوانی، به ویژه در سریال خواب و بیدار و فیلم هم‌نفس، شناخته شده‌است.

## زندگی
عزیزپور زادهٔ ۱۸ مهر ۱۳۷۲ در تهران است. او فرزند دوم خانواده است و یک خواهر بزرگ‌تر به نام مهدیس دارد. او با بازی در سریال خواب و بیدار به کارگردانی مهدی فخیم‌زاده به شهرت رسید.
عزیزپور بازیگری را از سن شش سالگی آغاز کرد. خواهر او مهدیس لنکرانی نیز یک بازیگر است. آخرین فیلمی که وی به ایفای نقش پرداخته، فیلم مادرزن سلام با کارگردانی خسرو ملکان است. این فیلم در سال ۱۳۸۵ تولید و پخش شد.

## فیلم‌شناسی

### سینمایی
- هم‌نفس (۱۳۸۲)
- روز کارنامه در نقش آراد (۱۳۸۱)
- کودکانه (۱۳۸۱)
- چشمان جان مالکوویچ در نقش سام (۱۳۸۳ سارا صولتی)
- کمین (۱۳۸۴ سارا صولتی)
- مادر زن سلام (۱۳۸۵ خسرو ملکان)
- دزدان حیله‌گر (کریم هاتفی‌نیا)

### مجموعه تلویزیونی
- ورثه آقای نیکبخت (مرضیه برومند)
- خواب و بیدار (مهدی فخیم‌زاده)
- روشن‌تر از خاموشی (حسن فتحی)
- سرزمین رؤیاها ۱
- سرزمین رؤیاها ۲ (مسعود آب‌پرور)
- قدغن
- بگذار آفتاب برآید (حسین مختاری)
- کلانتری نود و نه

## جایزه‌ها
- فیل نقره‌ای جشنواره فیلم حیدرآباد هندوستان
- دیپلم افتخار و پروانه زرین جشنواره کودک اصفهان
- تندیس بهترین بازیگر از جشنواره رشد تهران
- دیپلم افتخار تحت سمبل و افتخار جشنواره لیستاپاد بلاروس